# Tipula (Platytipula) bidenticulata
Tipula (Platytipula) bidenticulata is een tweevleugelige uit de familie langpootmuggen (Tipulidae). De soort komt voor in het Palearctisch gebied.